# Vrány jsou bílé
Vrány jsou bílé je autobiografický film saúdskoarabského režiséra Ahsena Nadeema.
Ahsen Nadím (jiným přepisem Nadeem), hlavní postava a režisér v jedné osobě, přináší svůj příběh, kdy se přestěhoval do Spojených států amerických, revidoval svůj přístup k víře a zde si najde nemuslimskou přítelkyni. Další osud jej zavede do buddhistického kláštera, kde potkává mnicha Khamakoriho. Název snímku se také váže ke vzpomínce jiného mnicha na jeho vlastního mistra, jenž mu řekl před 47 lety, že vrány jsou bílé a on se toto tvrzení neodvážil zpochybnit. 
O snímku přinesl informaci rovněž český religionistický portál Náboženský infoservis. V článku jsou rozebrány různé typy spirituality (vizte externí odkazy). Zde také rozebírá fenomén tzv. Božích vnuků.